# Розанов Юрій Альбертович
Юрій Альбертович Розанов (рос. Ю́рий Альбе́ртович Ро́занов) — російський спортивний коментатор на телебаченні, в основному коментував футбольні та хокейні матчі. Разом із Сергієм Крабу нагороджений ТЕФІ в категорії «спортивний коментатор» у 2012 році.

## Біографія
Народився 12 червня 1961 року у Сергієвому Посаді неподалік від Москви. Батько — Альберт Костянтинович — державний радник юстиції другого класу. Мати — Валентина Єгорівна — родом з Білорусі, закінчила історичний факультет Білоруського державного університету.
Навчався у ЗОШ № 1 міста Видне Московської області. Згодом навчався в Московському енергетичному інституті на факультеті електронної техніки, проте не закінчив його.
Свою кар'єру розпочав на телеканалі «НТВ Плюс». Очолював редакційну колегію каналу. З 1 вересня 2012 року був спортивним коментатором на українських телеканалах «Футбол» і ТРК «Україна». Залишив Україну у 2014 році в зв'язку з політичною ситуацією. З листопада 2015 року Юрій Розанов був коментатором футбольних та хокейних матчів на російському телеканалі «Матч ТВ».
Помер 3 березня 2021 року. Хворів на онкологічне захворювання.

## Родина
Був одружений, мав доньку.